# El capital
El capital: crítica de la economía política (en alemán: Das Kapital. Kritik der politischen Ökonomie, pronunciado /das kapiˈtaːl kʁɪˈtiːk deːɐ poˈliːtɪʃən økonoˈmiː/; 1867-1883) es un texto teórico fundamental en la filosofía, economía y política de Karl Marx. Como reza su subtítulo, una investigación crítica de la economía política; al mismo tiempo, ha sido también leído como una obra de filosofía, como un tratado de economía, o como un tratado político sobre las relaciones de dominación entre las clases, de un lado los proletarios y de otro los burgueses. Marx pretendía revelar los patrones económicos que sustentan el "modo de producción capitalista" en contraste con los fisiócratas (François Quesnay) y los economistas clásicos (Adam Smith, Jean-Baptiste Say y David Ricardo). 

Y la finalidad última de esta obra — dice Marx en el prólogo a El Capital — es, en efecto, descubrir la ley económica que preside el movimiento de la sociedad moderna", es decir, de la sociedad capitalista, burguesa. El estudio de las relaciones de producción de una sociedad dada, históricamente determinada, en su aparición, desarrollo y decadencia: tal es el contenido de la doctrina económica de Marx. En la sociedad capitalista impera la producción de mercancías; por eso, el análisis de Marx empieza con el análisis de la mercancía.
Lenin (1914): Carlos Marx (Breve esbozo biográfico, con una exposición del marxismo). La Doctrina económica de Marx.

El estudio de Marx sobre la economía política comenzó en la década de 1840, influenciado por los trabajos de los economistas clásicos. Sus primeras obras, entre ellas los Manuscritos económicos y filosóficos de 1844 y La ideología alemana (1846, junto con Engels), sentaron las bases de su teoría del materialismo histórico, que postula que la estructura económica de una sociedad (en particular, las fuerzas productivas y relaciones de producción) es el factor más crucial en la configuración de su naturaleza. En lugar de una simple descripción del capitalismo como modelo económico, El capital examina el sistema como una época histórica y un modo de producción, y busca rastrear sus orígenes, desarrollo y decadencia. Marx argumenta que el capitalismo no es transhistórico, sino una forma de organización económica que ha surgido y se ha desarrollado en un contexto histórico específico, y que contiene contradicciones que inevitablemente conducirán a su declive y colapso.
Según Marx, El capital es una obra científica basada en una extensa investigación y una crítica tanto al capitalismo como a los economistas  burgueses que argumentan que es eficiente y estable. El elemento central del análisis de Marx sobre el capitalismo en El capital es su teoría del plusvalor, el trabajo asalariado que los capitalistas extraen de los trabajadores para generar beneficios. También introduce el concepto de fetichismo de la mercancía, describiendo cómo los mercados capitalistas oscurecen las relaciones sociales detrás de las transacciones económicas, y argumenta que el capitalismo es inherentemente inestable debido sus contradicciones internas, lo que conduce a crisis cíclicas. 
La obra fue publicada en tres tomos. El Tomo I. El proceso de producción del capital (1867) se centra en la producción y en la explotación laboral; el Tomo II. El proceso de circulación del capital (1885) examina la circulación de capitales y las crisis económicas; y el Tomo III. El proceso global de la producción capitalista o el proceso de producción capitalista, en su conjunto (1894) explora la distribución del plusvalor entre los actores económicos y la tendencia decreciente de la tasa de ganancia. 
Si bien Marx no vivió para publicar la segunda y tercera parte de la obra, ambas fueron completadas a partir de sus notas y publicadas después de su muerte por su compañero Friedrich Engels. Marx nunca llegó a completar El Capital; "incluso el primer volumen de la obra no está disponible en una versión de la que se pueda decir que es una edición que habría correspondido a los últimos deseos del autor", subraya Thomas Kuczynski. Se han presentado muchas razones porqué la obra quedó inacabada, entre ellas su mala salud, sus compromisos obstaculizaron su investigación y la búsqueda de material nuevo para fundamentar sus teorías. Hasta qué punto los tres volúmenes de El Capital siguen el plan original del autor es un tema controvertido. Un cuarto tomo titulado Teorías sobre la plusvalía fue completado y publicado después de la muerte de Engels por el filósofo marxista Karl Kautsky. 
El capital es el libro de ciencias sociales más citado anterior a 1950. Desde su publicación El Capital ha sido traducido en varios idiomas como el ruso, francés, italiano, polaco, danés, español, inglés, portugués, vietnamita, japonés, mandarín, árabe y farsi. En 2013, la UNESCO registró el primer tomo de El capital junto con el Manifiesto comunista en el Programa Memoria del Mundo. Por otro lado, El capital también ha recibido críticas. Por ejemplo, hay teóricos que afirmaron que este texto era incapaz de reconciliar la explotación capitalista con los precios que dependen de los deseos subjetivos en las relaciones de intercambio (véase Problema de la transformación).

## Historia de la publicación

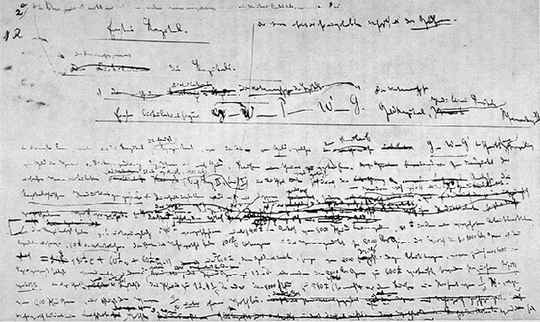
Reproducción facsímil de un manuscrito original del segundo tomo de El capital.

Entre 1861 y 1863, Marx trabajó en una intensa investigación y en la redacción de un extenso manuscrito (que posteriormente fue publicado bajo el título Teorías sobre la plusvalía). Sobre este trabajo desarrolló el plan de redactar entre 1863 y 1865 los manuscritos para una obra independiente de tres libros con la intención de dar "un golpe a la burguesía del cual no se recuperará jamás". La investigación de la literatura político-económica disponible le requirió doce años, realizándola por lo regular en la Biblioteca Británica de Londres.

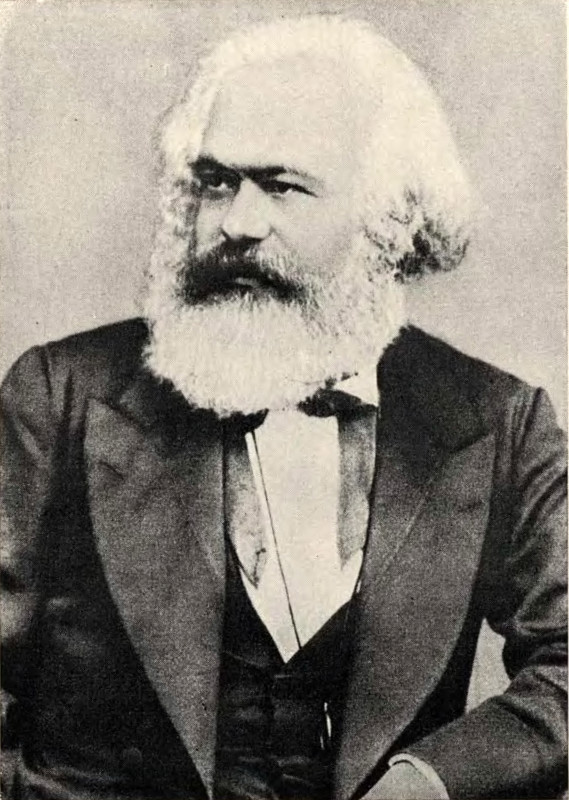
Karl Marx, autor de El capital, en 1872.

Marx explicó en el prólogo de la edición alemana del primer tomo de 1867 que su intención era publicar un segundo tomo del "proceso de circulación del capital (libro II) y de los aspectos del proceso en su conjunto (libro III)"; y un tercer tomo sobre "la historia de la teoría". Marx solo alcanzó a publicar en vida la versión alemana del primer libro de El capital, con Otto Meissner de Hamburgo como editor, en una tirada inicial de 1000 ejemplares en 1867, dedicado a Wilhelm Wolff. La edición original alemana no llegó a ser prohibida por el Comité Central de Censores de Publicaciones Extranjeras.
La segunda edición alemana de este libro, corregida y aumentada, fue dirigida por Marx e impresa por fascículos entre 1872 y 1873. También en 1872 se publicó la primera traducción rusa. Entre 1872 y 1875 Marx preparó la versión francesa. Luego de la muerte de Marx fue publicada una tercera edición «aumentada» del primer tomo a cargo de Engels en 1883 y varias traducciones de la obra a partir de los manuscritos que Marx dejó.
Los dos libros del segundo tomo mencionado fueron divididos por Engels en dos tomos y publicados en 1885 y 1894 respectivamente. Tras la muerte de Engels, Karl Kautsky "publicó en 1914 una edición popular (Volksausgabe), que conoció numerosas reimpresiones". Durante el periodo de posguerra de la Segunda Guerra Mundial se publicó una edición alemana de los tres tomos dentro de las Marx-Engels-Werke basados en la traducción rusa del Instituto Marx-Engels-Lenin de 1932.
Por último, el "tercer tomo" al que Marx se refirió iba a ser publicado como "libro cuarto" de El capital por Engels pero fue finalmente publicado como una obra aparte bajo el nombre Teorías sobre la plusvalía por Karl Kautsky entre 1905 y 1910.

### Ediciones de Engels

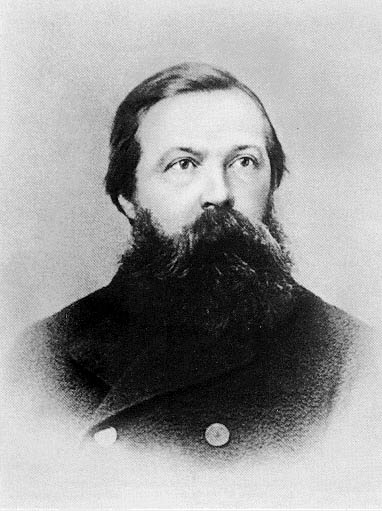
Friedrich Engels, editor de los tomos II y III de El capital, en 1868.

Friedrich Engels, colaborador y amigo de Marx, estaba íntimamente involucrado en la producción de El capital como se muestra en su  correspondencia. Marx le enviaba sus manuscritos mientras Engels escribía sus impresiones. Fue gracias a la financiación de Engels por la que dicho libro salió adelante. Como escribió le Marx en 1867:

¡Solo a ti te debo que fue posible! Sin su autosacrificio por mí, no podría haber logrado el inmenso trabajo que exigieron los 3 volúmenes.

Marx nunca pudo completar el resto de sus volúmenes, dejando sus manuscritos al encargo de Engels según le dijo su hija Eleanor Tussy Marx. Engels describió estos manuscritos en 1883 a August Bebel:

Al lado de las partes que han sido completamente terminadas hay otras que están meramente esbozadas, siendo el conjunto un brouillon con la excepción de quizás dos capítulos. Citas de fuentes sin ningún tipo de orden, montones de ellas mezcladas, recopiladas simplemente con vistas a una futura selección. Además de eso, está la letra que ciertamente no puede ser descifrada por nadie más que por mí, y solo con dificultad. Ustedes se preguntan por qué a mí, de todas las personas, no se me debería haber dicho hasta dónde había llegado la cosa. Es bastante simple; si lo hubiera sabido, lo habría molestado día y noche hasta que todo estuvo terminado e impreso.

Se han presentado muchas razones por las que la obra quedó inacabada. Según Paul Lafargue, «Marx nunca estaba contento de lo que hacía», y por eso su obra tuvo varias reediciones. Otras hipótesis fueron la mala salud de Marx, sus compromisos políticos  que obstaculizaron sus investigaciones, o la difícil búsqueda de material nuevo para fundamentar su teorías y dar soluciones a problemas teóricos, como la transformación de los valores laborales en precios de producción. Paul Samuelson rechazó que Marx abandonara la teoría del valor del tomo I en favor de una teoría de precios en el tomo III, ya que, como señaló antes Rudolf Hilferding en 1902, los manuscritos del procedimiento de transformación de Marx fueron escritos años antes de la publicación del primer tomo (entre 1863 y 1867).
Con todo ello, Engels editó y publicó el tomos II en 1885; y el tomo III en 1894. Engels tuvo que editar los textos de Marx de una forma apropiada para la publicación y llenar algunas lagunas de apartados indicados pero no redactados, además de responder a sus críticos. Estos intentos de presentar la obra lo más fiel posible por parte de Engels fue criticada durante su época.

“Al editarlo, lo que me interesaba sobre todo era preparar un texto lo más auténtico posible, presentar los nuevos resultados obtenidos por Marx, en lo posible, con las propias palabras de éste, e inmiscuirme sólo cuando era absolutamente inevitable, pero aun en ese caso no dejar en el lector duda alguna acerca de quién se estaba dirigiendo a él. Se me ha reprochado eso, se ha opinado que hubiese debido transformar el material a mi disposición en un libro sistemáticamente elaborado, en faire un livre [hacer de ello un libro], como dicen los franceses o, en otras palabras, sacrificar la autenticidad del texto a la comodidad del lector”.

Hasta qué punto los tres tomos de El capital siguen el plan original de Marx es un tema controvertido. El economista italiano Achille Loria se llegó a cuestionar que:

"¿Es realmente cierto que Marx haya escrito con intención de publicar esta mezcolanza de notas incoherentes, que Engels compuso con piadosa amistad? ¿Es realmente lícito suponer que Marx haya... confiado a estas páginas la coronación de su obra y de su sistema?".

Las reediciones de Maximilien Rubel de El capital a partir de los manuscritos parecen dar pocas indicaciones de cambios fundamentales en la obra. Fred Moseley describió el trabajo de Engels como "un logro bastante notable" aunque "no significa que no haya problemas". Cuando los manuscritos del tomo III estuvieron disponibles en 1993 como parte del Marx-Engels-Gesamtausgabe (MEGA) Michael Heinrich notó que "Engels hizo modificaciones significativas", especialmente "en el área de la teoría de la crisis, la teoría del crédito y la relación entre el capitalismo y la producción de mercancías". Además, "las partes completamente desarrolladas de su trabajo, como la teoría del valor y el dinero del primer volumen, incluyen una serie de ambivalencias, lo que hace que parezca cuestionable si era posible de alguna manera completar El Capital sobre la base dada".

"Mientras que el segundo ensayo de El capital (1866-1870) presenta, en múltiples respectos, una precisión, elaboración y ampliación del primer ensayo de 1863-1865, el tercer ensayo (1871-1881) muestra una nueva fase de formación de la obra al completo, lo que queda corroborado también por los testimonios del Marx tardío. Los manuscritos, apuntes e intereses de la investigación de este tercer ensayo no logran desembocar en una obra acabada. Lo que Marx ha dejado tras de sí no es tanto una obra acabada cuanto un programa de investigación cuyos vastos contornos quedan ahora a la vista a la luz de la MEGA".

Al comentar estas críticas, Fred Moseley señala aun así el mérito editorial de Engels por editar los manuscritos de Marx en una obra de gran beneficio para la izquierda política pero son en los manuscritos de Marx donde se debería constituir la base de futuras investigaciones. Paul Blackledge concluye que "incluso una interpretación caritativa del papel de Engels como editor de Marx no puede ignorar el hecho de que malinterpretó en gran medida la teoría del valor de Marx de una manera que tuvo implicaciones teóricas y políticas profundamente nocivas para el marxismo del siglo XX". Estas posturas también han sido criticadas y generó una serie de defensas del trabajo editorial de Engels.

## Influencias
El propósito de El capital fue brindar una base científica para la política del movimiento obrero moderno. Los análisis estaban destinados a "llevar una ciencia, mediante la crítica, al punto en que puede ser representada dialécticamente" y así "revelar la ley del movimiento de la sociedad moderna" para describir cómo el modo de producción capitalista es el precursor del modo de producción socialista. El contenido es una crítica de la economía clásica de Adam Smith y David Ricardo, basándose en el método dialéctico que Hegel desarrolló en Fenomenología del espíritu. Marx aclara que el fundamento de su método dialéctico durante El capital es materialista, a diferencia de Hegel que era idealista. Así, para Marx “lo ideal no es más que lo material transpuesto y traducido en la cabeza del hombre”. Otros economistas que influyeron en Marx fueron el fisiócrata François Quesnay y los economistas Thomas Malthus, William Petty y Frédéric Bastiat.
Otras influencias intelectuales en El capital fueron los socialistas franceses Charles Fourier, Henri de Saint-Simon, Jean Charles de Sismondi y Pierre-Joseph Proudhon.[cita requerida] En la obra, Marx también cita a Charles Darwin, de quien se consideraba un admirador y a quien regaló una copia del libro. Marx concluyó que “se debe escribir una historia de la tecnología como la que Darwin ha escrito en el mundo natural sobre la formación de los órganos animales y vegetales”. En 1880, Marx le escribió a Darwin pidiéndole su aprobación para dedicarle el tomo II de El capital, pero lo declinó para "no herir los sentimientos religiosos de su familia".
La estructura lógica de El capital se deriva en parte de la Política y la Ética a Nicómaco de Aristóteles, incluida la distinción fundamental entre valor de uso y valor de cambio, los silogismos (Mercancía-Dinero-Mercancía y el segundo, Dinero-Mercancía-Dinero) para la circulación mercantil simple y la transformación del dinero en capital. Además, la descripción de la maquinaria bajo las relaciones capitalistas de producción como "autómatas que actúan por sí mismos" se deriva de las especulaciones de Aristóteles sobre los instrumentos inanimados capaces de obedecer órdenes como condición para la abolición de la esclavitud. En el siglo XIX, la investigación de Marx de la literatura político-económica disponible requería doce años, generalmente en la Biblioteca Británica de Londres.

## Temas
En El capital (1867), Marx propone que la fuerza motivadora del capitalismo está en la explotación del trabajo, cuyo trabajo no remunerado es la fuente última de plusvalía. El propietario de los medios de producción puede reclamar el derecho a esta plusvalía porque están jurídicamente protegidos por el régimen vigente a través de los derechos de propiedad y la distribución de acciones legalmente establecida, que por ley se distribuyen únicamente a los propietarios de las sociedades y sus directores. La sección histórica muestra cómo estos derechos se adquirieron en primer lugar principalmente a través del saqueo y la conquista y la actividad del comerciante y el "intermediario". Al producir capital, los trabajadores reproducen continuamente las condiciones económicas en las que trabajan. El capital propone una explicación de las "leyes de movimiento" del sistema económico capitalista desde sus orígenes hasta su futuro describiendo la dinámica de la acumulación de capital, el crecimiento del trabajo asalariado, la transformación del lugar de trabajo, la concentración de capital, la competencia comercial, el sistema bancario, la caída de la tasa de ganancia, las rentas de la tierra, etcétera. La crítica a la economía política del capitalismo propone:
- La mercancía es la "forma celular económica" básica (unidad comercial) de una sociedad capitalista.[42] Marx explica en el prólogo a la primera edición alemana que el primer tomo de 1859 que su análisis no será moral sino histórico-natural, donde las personas son solo "personificación de categorías económicas, como portadores de determinadas relaciones e intereses de clase”.[43][44] "[E]l productor capitalista cuenta para nosotros como propietario de todo el plusvalor [...]. De ahí que, por de pronto, consideremos la acumulación en términos abstractos, es decir, como mera fase del proceso inmediato de la producción."[45] Además, debido a que el comercio como actividad humana no implicaba moralidad más allá de la requerida para comprar y vender bienes y servicios, el crecimiento del sistema de mercado hizo entidades discretas de las esferas económica, moral y legal de la actividad humana en la sociedad; por tanto, el valor moral subjetivo está separado del valor económico objetivo.[46] Posteriormente, la economía política (la justa distribución de la riqueza) y la "aritmética política" (sobre los impuestos) se reorganizaron en tres campos discretos de la actividad humana, a saber, la economía, el derecho y la ética: la política y la economía se divorciaron.
- "La formación económica de la sociedad [es] un proceso de historia natural".[42] Así, es posible que un economista político estudie objetivamente las leyes científicas del capitalismo, dado que su expansión del sistema comercial de mercado había objetivado las relaciones económicas humanas. El uso del dinero (el nexo del efectivo) anuló las ilusiones religiosas y políticas sobre su valor económico y las reemplazó con el fetichismo de las mercancías, la creencia de que un objeto (mercancía) tiene un valor económico inherente. Debido a que la formación económica social es un proceso histórico, ninguna persona puede controlarlo o dirigirlo, creando así un complejo global de conexiones sociales entre capitalistas. La formación económica (comercio individual) de una sociedad precede así a la administración humana de una economía (comercio organizado).
- En un postfacio del primer tomo de 1872, Marx describe que la ciencia económica burguesa, siendo Ricardo su último gran representante, no puede conciliar “el antagonismo de los intereses de clase”.[37] Las contradicciones estructurales de una economía capitalista (en alemán: gegensätzliche Bewegung) describen el movimiento contradictorio que se origina en el carácter dual del trabajo y, por lo tanto, la lucha de clases entre el trabajo y el capital, el trabajador asalariado y el propietario de los medios de producción. Estas contradicciones económicas capitalistas operan "a espaldas" de los capitalistas y los trabajadores como resultado de sus actividades y, sin embargo, permanecen más allá de sus percepciones inmediatas como hombres y mujeres y como clases sociales.[47]
- Las crisis económicas (recesión, depresión, etc.) que tienen sus raíces en el carácter contradictorio del valor económico de la mercancía (unidad celular) de una sociedad capitalista son las condiciones que conducen a la revolución proletaria —que El Manifiesto Comunista (1848) identificado colectivamente como un arma forjada por los capitalistas que la clase obrera "volvía contra la propia burguesía".
- En una economía capitalista, la mejora tecnológica y su consiguiente aumento de la producción aumentan la cantidad de riqueza material (valor de uso) en la sociedad al mismo tiempo que disminuyen el valor económico de la misma riqueza, disminuyendo así la tasa de ganancia, una paradoja característica de la crisis económica en una economía capitalista. "Pobreza en medio de la abundancia" como consecuencia de la sobreproducción y el subconsumo.

Después de dos décadas de estudios económicos y trabajos preparatorios (especialmente en lo que respecta a la teoría de la plusvalía), el primer volumen apareció en 1867 como El proceso de producción del capital. Después de la muerte de Marx en 1883, Engels presentó el Tomo II: El proceso de circulación del capital en 1885; y Tomo III: El proceso general de producción capitalista en 1894 a partir de manuscritos y el primer volumen. Estos tres volúmenes se conocen colectivamente como El capital.

## Sinopsis
La obra publicada repetidamente en varios idiomas con el título de El Capital es un tratado en tres volúmenes, considerado unánimemente como la obra cumbre de Karl Marx. El primer tomo, dedicado a Wilhelm Wolff, se publicó en su primera versión en Hamburgo en 1867; el segundo y el tercero, dedicados a su esposa Jenny von Westphalen, fueron publicados por Friedrich Engels después de la muerte del autor, en 1885 y en 1894, respectivamente.
| Tomo I                                             | Tomo I                                          | Tomo II                                                         | Tomo II                                             | Tomo III                                               | Tomo III                                       | Tomo III                                                  |
| -------------------------------------------------- | ----------------------------------------------- | --------------------------------------------------------------- | --------------------------------------------------- | ------------------------------------------------------ | ---------------------------------------------- | --------------------------------------------------------- |
| Producción del capital                             | Producción del capital                          | Circulación del capital                                         | Circulación del capital                             | Producción del capital global / en su conjunto         | Producción del capital global / en su conjunto | Producción del capital global / en su conjunto            |
| 1 - 6                                              | 7                                               | 1-2                                                             | 3                                                   | 1-2                                                    | 3                                              | 4-7                                                       |
| Proceso de producción (valor, plusvalor y capital) | Proceso de acumulación (acumulación originaria) | Metamorfosis y rotación del capital (capital fijo y circulante) | Circulación global (reproducción simple y amplíada) | Formación de la ganancia media (precios de producción) | Tendencia decreciente de la tasa de ganancia   | Distribución de la ganancia (interés - beneficio - renta) |

### Tomo I.El proceso de producción del capital.

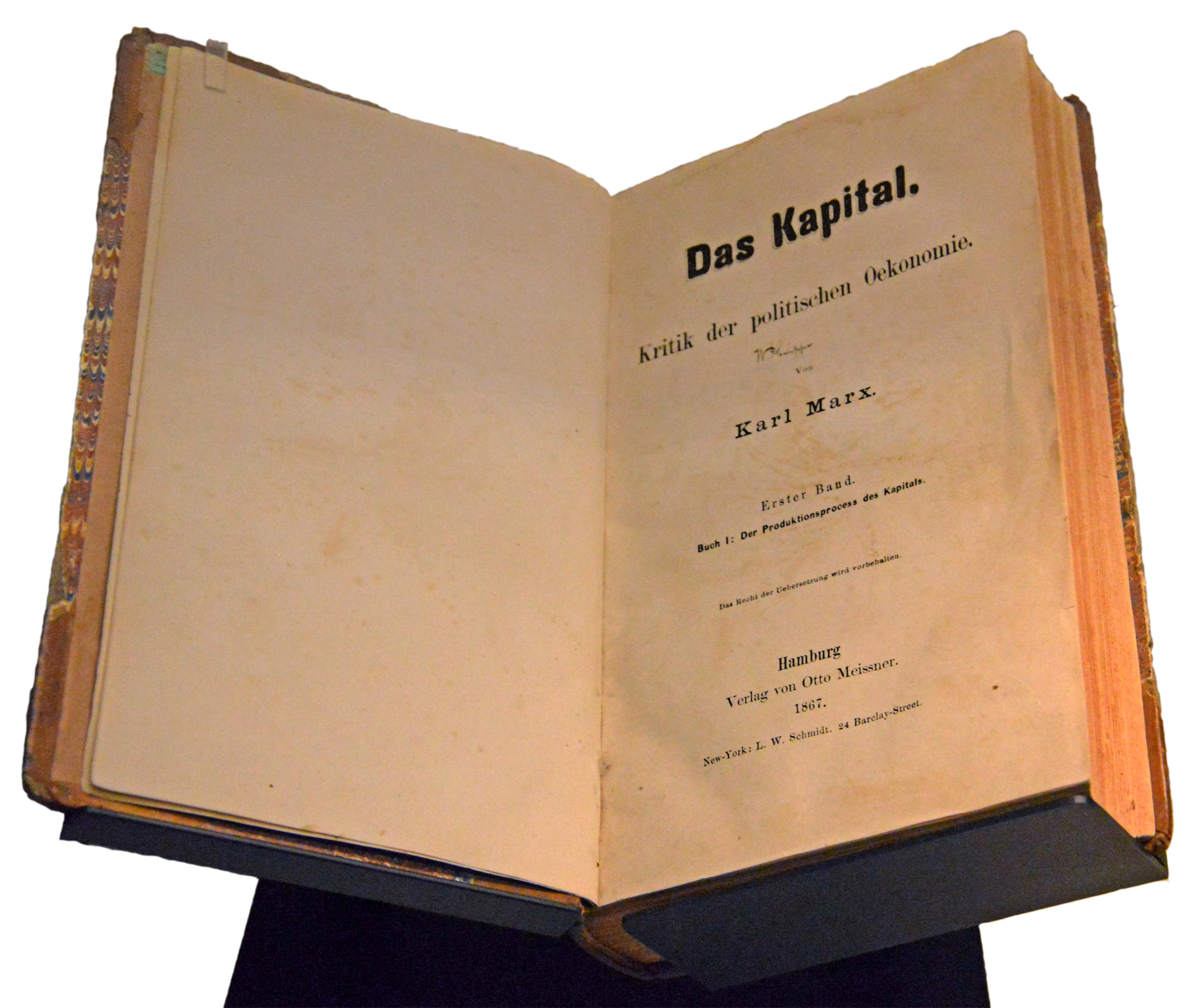
Una copia de Das Kapital de 1867 en una exhibición en el Museo Histórico Alemán, Berlín.

El primer libro es una exposición general del modo de producción capitalista, sus elementos básicos y su articulación visto de manera general y de manera analítica sin considerar ciertas variables (especialmente de la circulación), sino centrándose especialmente en la fase de producción que Marx considera el fundamento de todo el sistema capitalista y de manera general de todo modo de producción.
El libro se divide en 7 secciones:
- Sección 1: Mercancía y dinero
  - Capítulo 1. La Mercancía
    - 1. Valor de uso y valor de cambio. 2. Doble Aspecto del Trabajo. 3. El valor, realidad social, Forma del valor. 4. Apariencia material del carácter social del trabajo.

  - Capítulo 2. De Los Cambios
    - 1. Relaciones de los poseedores de mercancías: condiciones de esas relaciones. 2. La relación de cambios implica necesariamente la forma moneda. 3. La forma moneda va unida a los metales preciosos.

  - Capítulo 3. La Moneda o circulación de las mercancías
    - 1. Medida de los Valores. La forma precio. 2. Circulación de las mercancías. Curso de la moneda. El numerario o las especies y el papel moneda. 3. Reservas de oro y de plata o tesoros. El Dinero como medio de pago. La Moneda universal.
- Sección 2: La transformación de dinero en capital
- Sección 3: Producción del plusvalor absoluto
- Sección 4: La producción del plusvalor relativo
- Sección 5: La producción del plusvalor absoluto y del relativo
- Sección 6: El salario
- Sección 7: El proceso de acumulación del capital

#### La mercancía, el dinero y el capital en abstracto
El primer capítulo del libro, Marx lo dedica a un análisis dialéctico de la mercancía, pues parte del hecho de que la mercancía individual es la forma elemental de la riqueza social en el capitalismo. Marx analiza, siguiendo a la economía política clásica, a la mercancía en tanto valor de uso —un bien que satisface ciertas necesidades humanas— y en tanto valor de cambio —un bien que puede intercambiarse por otros bienes en una proporción determinada—. Pero para Marx el valor de cambio de una mercancía es una manifestación de algo más. Lo que permite que una cantidad {\displaystyle X} de mercancía {\displaystyle A} equivalga a una cantidad {\displaystyle Y} de mercancía {\displaystyle B} es algo que no depende del carácter de valor de uso de las mercancías ni de los trabajos particulares con las que fueron producidas. Lo que hace posible la equivalencia es que ambas contienen la misma cantidad de «trabajo humano abstracto» materializado en ellas. Marx denomina como valor de las mercancías al trabajo socialmente necesario para su producción, siendo la magnitud del valor determinada por la cantidad (duración) de ese trabajo. A esta conclusión ya había llegado el economista David Ricardo, pero Marx la retoma de manera crítica y la profundiza. El valor de cambio sería, entonces, la forma del valor.
Luego Marx analiza las diferentes formas del intercambio de mercancías. Desde el trueque ocasional —pues al principio se producía para el consumo inmediato y solo se intercambiaba el producto excedente— hasta que la producción se va orientando cada vez más hacia el intercambio, con lo que el intercambio se va haciendo más regular y, necesariamente, una mercancía particular —por ejemplo, el oro— se constituye en equivalente general de todas las demás. Por último, al transformarse este equivalente general en mercancía dinero, tenemos el reemplazo del oro en metálico por una representación del mismo, en monedas y en billetes.
El último apartado del primer capítulo Marx lo dedica a explicar el fetichismo de la mercancía. Como en la sociedad mercantil los productores solo se relacionan entre sí mediante el intercambio de sus mercancías, y como este intercambio es regulado por el valor de las mismas (proceso que ocurre "de espaldas a los productores"), las mercancías mismas se convierten en el sujeto del intercambio en vez de los productores. De esta manera, el intercambio aparece como una relación social entre cosas y una relación objetiva entre las personas.
En los dos capítulos restantes de esta sección, Marx analiza el proceso de intercambio de las mercancías ({\displaystyle M-M} en el caso de trueque, {\displaystyle M-D-M} cuando ya existe el dinero; siendo {\displaystyle M} mercancía y {\displaystyle D} dinero) y los distintos papeles que cumple el dinero en la economía mercantil: como medida de los valores, como medio de circulación, como tesoro, como crédito, como dinero en sí y los diferentes aspectos económicos al respecto; también muestra cómo y por qué el dinero en tanto materialización de determinadas relaciones sociales, imprime determinadas cualidades a la sociedad en su conjunto y a sus individuos.
Dado que el dinero es uniforme en calidad, solo se puede ganar por la transacción en términos de cantidad. El dinero que circula de esta manera gana en cantidad. Este proceso en cuestión constituye la transformación del dinero en capital.
En la sección siguiente, que consta de un único capítulo, Marx estudia la transformación del dinero en capital. Si antes el intercambio simple de mercancías se representaba como {\displaystyle M-D-M}, la transformación del dinero en capital Marx la representa como {\displaystyle D-M-D'}, siendo {\displaystyle D'>D}. La explicación de {\displaystyle D'>D} está en que una de las mercancías compradas en la primera fase ({\displaystyle D-M}) es una mercancía que produce valor nuevo, plusvalor. Esa mercancía es la fuerza de trabajo.

#### El proceso de producción capitalista
A partir de la sección tercera, Marx entra a estudiar el proceso de producción capitalista en sí. Hasta ahora había estudiado en abstracto a la sociedad mercantil, donde solo existían productores de mercancías. Ahora estudia en abstracto la sociedad burguesa donde existen capitalistas y asalariados. En la sociedad mercantil simple el proceso de producción tiene un carácter dual: por un lado proceso de producción de bienes y por el otro proceso de producción de valor. En la sociedad capitalista el proceso de producción también tiene un carácter dual, pero distinto al de la sociedad mercantil: por un lado es proceso de producción de bienes y por el otro es proceso de producción de capital, de valor que se valoriza a sí mismo. Lo que distingue a la sociedad capitalista es la organización de la producción con base en el trabajo asalariado, esto es, el alquiler de la fuerza de trabajo.
La fuerza de trabajo, productora de las mercancías, se cambia, se compra y se vende como otra mercancía cualquiera y obedece a las mismas leyes del mercado, sin importar que detrás de ellas hay un hombre, con su familia: el proletario. Este proletario es libre, dice Marx parodiando el lema de la revolución francesa- pero Marx hace notar que es en realidad libre en un doble sentido: libre (o sea carente) de medios de existencia y de medios de producción (y por tanto si no vende su trabajo no sobrevive) pero libre de venderle su fuerza de trabajo al capitalista que él elija de entre los interesados en comprarla. El trabajador asalariado vende su capacidad para trabajar, pero esta es una capacidad inseparable de la persona, y no se puede vender aisladamente; por esto una vez hecho el contrato entre capitalista y trabajador, este, su personalidad completa, su cuerpo entero pasa a manos del otro.
En los capítulos siguientes Marx analiza las distintas formas del capital según su función en el proceso de valorización (capital constante y capital variable), el plusvalor en su forma relativa y absoluta, la jornada laboral (su extensión e intensidad) y su división en trabajo necesario y plustrabajo, la tasa y la masa de plusvalor, el papel de la cooperación en el taller o fábrica (que, gracias a la optimización de la división técnica del trabajo por la manufactura, resulta en una fuerza de trabajo social superior a la suma de las fuerzas de trabajo individuales), un análisis histórico de las condiciones tecnológicas en las que se realiza la producción capitalista (desde la manufactura hasta la gran industria mecanizada), una descripción -y denuncia- de las condiciones de vida de la clase obrera inglesa, un análisis de las distintas formas de salario y por último, en la última sección, un análisis de la acumulación del capital.
El proceso de trabajo capitalista es un proceso de valorización y además de producción de un plusvalor. Lo que comienza con una inversión de cierta cantidad de dinero hecha por el capitalista termina, después del ciclo, en un aumento de esa cantidad. En apariencia es como si el dinero se hubiese multiplicado por sí mismo. Marx pasa a analizar y criticar las distintas maneras en que los economistas clásicos han intentado explicar este aumento, y cómo han fracasado de uno u otro modo, pero al profundizar en la teoría del valor de David Ricardo, Marx logra explicar el secreto de la plusvalía al mismo tiempo mientras estudia y expone el funcionamiento del modo de producción capitalista. La formación de la plusvalía en el sistema capitalista, expone Marx, se efectúa de la siguiente manera:
El trabajador vende su fuerza de trabajo al capitalista. El capitalista pasa a ser dueño de esta mercancía de la que por tanto dispone o hace uso durante todo el tiempo que le sea posible cada día, o sea que pone a trabajar al asalariado todo el tiempo que le sea posible o sea la jornada de trabajo, que dadas ciertas condiciones de producción, se prolongará como premisa por un tiempo mayor que el tiempo que se necesita para producir, en las mismas condiciones normales de trabajo, los medios diarios de existencia y reproducción (víveres, vivienda, educación, hijos, etc.) del obrero. Pero a cambio, el capitalista paga al asalariado un precio por su fuerza de trabajo como lo hace por cualquier otra mercancía, es decir, paga un precio equivalente a lo que costó producirla. Así que el capitalista no paga un precio por el trabajo que hace el asalariado, porque el precio de las mercancías no está determinado por el uso que se hace de ellas, sino por lo que costó producirlas, su valor: la cantidad de trabajo socialmente necesario invertida en producirlas. Aquí es clave la distinción entre la fuerza de trabajo y el trabajo. El capitalista paga el valor de la fuerza de trabajo y a cambio recibe el valor creado por el empleo de la fuerza de trabajo durante la jornada laboral. De manera que una parte de la jornada laboral, el asalariado trabaja para reproducir el valor de su fuerza de trabajo, y la otra parte trabaja "gratis" para el capitalista. Esta diferencia de valor entre el valor de la fuerza de trabajo y el valor producido por su empleo es lo que Marx denomina como plusvalía. Esta plusvalía es la base de la ganancia capitalista.
La premisa histórica básica para esto es el intercambio de mercancías, pues el capitalista compra la fuerza de trabajo como una mercancía. Esto implica la otra premisa histórica básica: que las condiciones sociales sean tales que el trabajador tenga que vender su fuerza de trabajo como una mercancía, Marx ya ha mostrado que esto es posible solamente si el trabajador carece de medios de existencia y de medios de producción para trabajar, entonces como poseedor de únicamente su fuerza de trabajo para sobrevivir se ve obligado a vender su fuerza de trabajo al capitalista. La sociedad burguesa necesita de trabajadores libres en un doble sentido: en el sentido de propietarios privados de su fuerza de trabajo y en el sentido de carentes de medios de producción propios. De esta manera, el proletario está obligado a vender su fuerza de trabajo a algún capitalista para sobrevivir, siendo libre de decidir a qué capitalista particular se la vende o siendo libre de no venderla y vivir en la marginalidad y la extrema pobreza. Los trabajadores asalariados son libres solo en el sentido de que no son esclavos ni siervos: ningún poder personal los fuerza a trabajar. Lo que les fuerza a trabajar es el poder impersonal de la economía.
En los siguientes capítulos, Marx expone la manera en que los capitalistas intentan mantener y aumentar la plusvalía. Una manera, el aumento de plusvalía absoluta, es la extensión de la jornada laboral (lo que incrementa el tiempo en que el obrero trabaja exclusivamente para el capitalista) y la reducción del salario (lo que incrementa la parte en valor que el capitalista da al trabajador). Pero, tal como explica Marx, esto tiene unos límites "naturales" y "morales".
Por ello el capitalista también procura aumentar la plusvalía de manera relativa, modificando el proceso técnico de trabajo y las condiciones laborales, introduciendo medios de producción más eficientes y/o aumentando la intensidad o velocidad del trabajo. Esto hace disminuir el tiempo necesario para producir las mercancías en general (incluyendo los medios de existencia del obrero, pues así consigue disminuir el valor de la fuerza de trabajo). De esta manera, sin modificar la extensión de la jornada laboral, el tiempo de trabajo remunerado decrece en favor del tiempo de trabajo no remunerado. A este proceso Marx lo denomina plusvalía relativa.
Expone Marx que esta última consideración pone en claro que, en un momento dado del desarrollo capitalista, el aumento de la plusvalía se convierte en un problema técnico. Ante los daños físicos y morales ocasionados por la larga y extenuante jornada de trabajo, la clase obrera finalmente se organiza y consigue imponer una disminución y reglamentación de la jornada de trabajo. Si los capitalistas ya no pueden extender la jornada de trabajo, entonces el problema del aumento de la plusvalía solamente es posible de manera relativa y se torna esencialmente en un problema técnico: mejorar los medios técnicos de la producción. La apropiación de los inventos mecánicos ha sido, a este respecto, el gran recurso de los capitalistas. No obstante, como muestra Marx, esto no quiere decir que la clase capitalista, permanentemente o al menos cada vez que la plusvalía disminuye, no intente quebrar la oposición de la clase obrera para extender la jornada de trabajo. Marx intenta demostrar como la gran industria, con la aplicación de las ciencias naturales al servicio de la mecanización del proceso de trabajo en lugar de favorecer a la clase obrera reduciendo la jornada laboral (pues lo que antes se producía en un día de trabajo artesanal se produce en una hora de trabajo industrial), termina perjudicándole de diversas maneras: hacinamiento, extenuantes jornadas de trabajo, trabajo infantil, insalubridad, etc. Esto no se debe a la industrialización misma, sino a su empleo capitalista.

#### El proceso de acumulación del capital
En la última sección del libro, que sintetiza los aportes de las secciones anteriores, Marx expone cómo se reproduce el capital. La plusvalía extraída en la producción se convierte en ganancia y si bien parte de esta ganancia es consumida por el capitalista, otra parte es reinvertida en medios de producción y salarios y así la convierte en pluscapital. El aumento del capital en funciones mediante la extracción de plusvalía se denomina como acumulación del capital. Esta acumulación limitada por el crecimiento de la riqueza social también se presenta como la "concentración de capitales ya formados, la abolición de su autonomía individual, la expropiación del capitalista por el capitalista, la transformación de muchos capitales menores en pocos capitales mayores" (ver Fusiones y adquisiciones).
Esta es la «ley general de la acumulación capitalista» demostrada y enunciada por Marx: a medida que aumenta la acumulación de capital se produce y consolida necesariamente un número creciente de obreros sobrantes para el sistema, una población supernumeraria teniendo que subsistir en condiciones precarias y presionando a condiciones de explotación mayores a los demás obreros y a mayor miseria para los obreros en general. A estos obreros sobrantes se los denomina «ejército industrial de reserva». Esto explica que a medida que se acumula capital y por consiguiente riqueza se produce de manera pareja una acumulación creciente de miseria en la mayoría de la población: la acumulación de capital en un polo es equivalente a la acumulación de miseria en el otro.
En el capítulo La llamada acumulación originaria, Marx analiza cómo en Inglaterra se crearon a estos trabajadores libres para satisfacer la demanda de fuerza de trabajo por la industria: expulsión masiva, a sangre y fuego, de los campesinos de sus tierras; y una severa represión del "vagabundeo". Marx muestra que el capital "no se originó en la frugalidad virtuosa, sino en la servidumbre; no en la abstinencia, sino en el expolio [...] Las tierras eclesiásticas se convirtieron en propiedad privada; los arrendatarios sustituyeron a los campesinos independientes; se aprobaron leyes que obligaban a trabajar con salarios insuficientes; el sistema colonial surgió perpetuando los males del sistema de tierras en nuevos países, y en una escala extendida". Mediante estos métodos extraeconómicos se logró de forma acelerada una concentración de las tierras y un proletariado disciplinado para ser explotado en la industria. «Si el dinero, como dice Augier, viene al mundo con manchas de sangre en una mejilla, el capital lo hace chorreando sangre y lodo, por todos los poros, desde la cabeza hasta los pies.»
En el apartado 7 de este capítulo (Tendencia histórica de la acumulación capitalista), Marx, basándose en el análisis científico e histórico realizado hasta el momento, retoma el programa revolucionario expuesto en el Manifiesto comunista: la expropiación de los capitalistas por la masa del pueblo, y el establecimiento de una asociación de productores libres mediante la propiedad colectiva sobre la tierra y los medios sociales de producción.

### Tomo II.El proceso de circulación del capital.

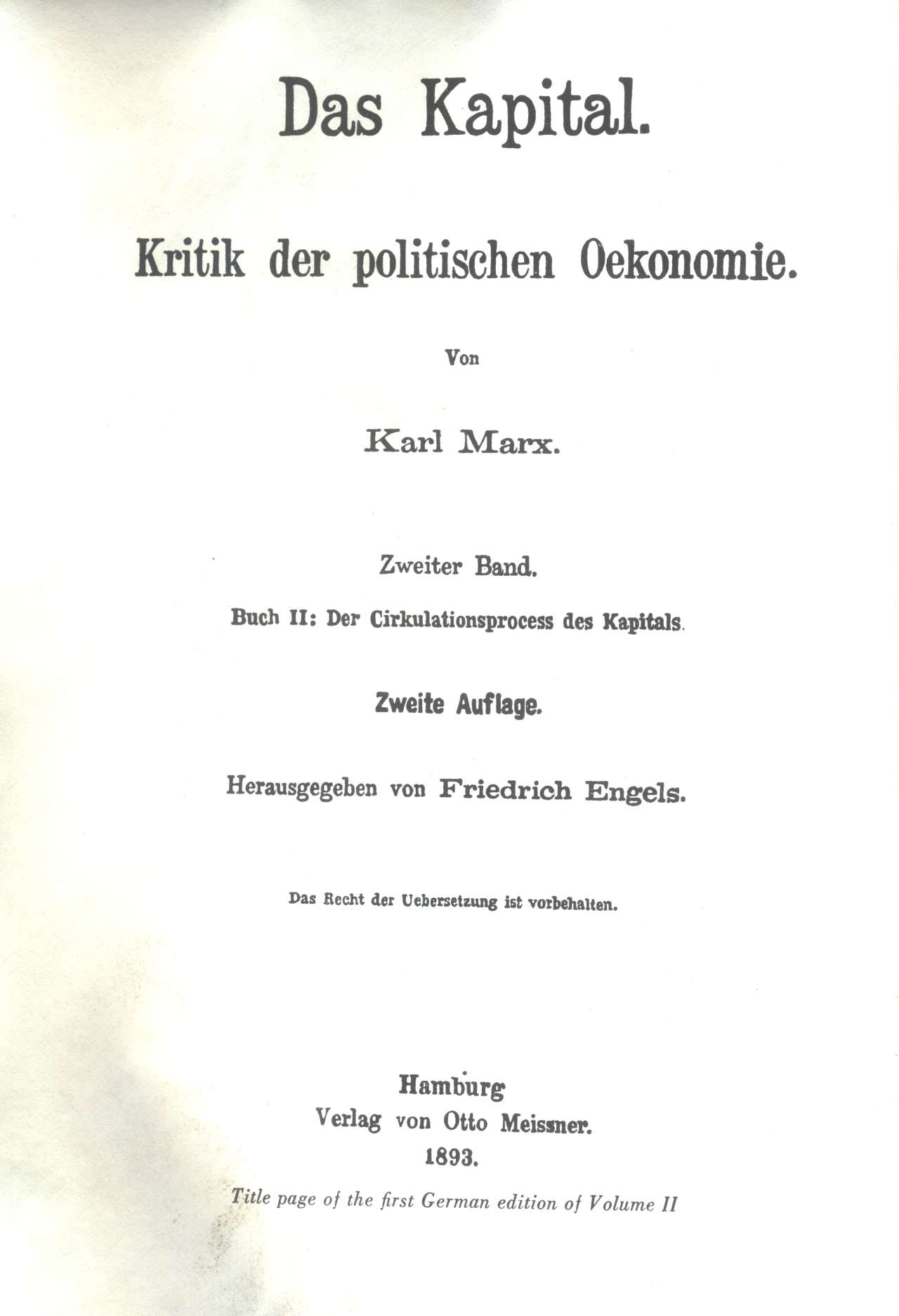
Segundo tomo de El capital (1893).

El capital: crítica de la economía política. Tomo II: El proceso de circulación del capital (en alemán: Das Kapital. Kritik der politischen Ökonomie Zweiter Band. Buch II: Der Cirkulationsprocess des Kapitals) es el segundo de los tres tomos de El capital de Karl Marx. Fue editado por Friedrich Engels a partir de los manuscritos dejados póstumamente por Marx. Finalmente se publicó en julio de 1885.
El segundo tomo desplaza el enfoque de la creación del plusvalor en la producción de mercancías del primer tomo al proceso de circulación del capital y, por lo tanto, de la división entre el capital constante y variable, a la división entre capital fijo y circulante. Marx aclaró en una carta enviada a Engels el 30 de abril de 1868 decía: 

«[E]n el libro I nos contentamos con la suposición de que cuando, en el proceso de valorización, 100 libras esterlinas se convierten en 110 libras, los elementos en los que se convierten ya existen en el mercado. Pero ahora investigamos las condiciones bajo las cuales estos elementos se encuentran en la existencia, es decir, el entrelazamiento social de los diferentes capitales, de las partes del capital y de la renta».

Este entrelazamiento, concebido como un movimiento de mercancías y de dinero, permitió a Marx plantear los elementos básicos de una teoría del ciclo económico, basada en el desequilibrio periódico entre oferta y demanda en el modo de producción capitalista. En este libro se tratan sobre los principales fenómenos detrás del mercado, las relaciones entre los diferentes sectores de la producción, entre la producción y el consumo; y cómo se realizan el valor y la plusvalía. El protagonista es, no tanto el obrero y el burgués (como en el tomo I), sino más bien el prestamista, el comerciante mayorista y el empresario capitalista activo. Los trabajadores aparecen en el libro segundo esencialmente como compradores de bienes de consumo y, por lo tanto, como vendedores de su mercancía, la fuerza de trabajo, en lugar de productores de valor y plusvalía, aunque esta última cualidad establecida en el libro primero, que de todos modos es la base del análisis. 
Engels encontró ocho manuscritos relacionados con el tomo II escritos alrededor de 1865-1870 y 1877-1881. "Finalmente decidió organizar todo el libro principalmente sobre la base de los manuscritos II y VIII". Originalmente el tomo II estaba dividido en 3 capítulos con 11 secciones. Engels los transformó en 3 partes o secciones con 21 capítulos y agregó títulos a cada uno de acuerdo con su contenido. El segundo tomo se divide en tres partes:
- Sección 1: La Metamorfosis del Capital y su Ciclo
- Sección 2: La Rotación del Capital
- Sección 3: La Reproducción y circulación del Capital Social en su Conjunto

{\displaystyle D-M{\begin{cases}FT\\MP\end{cases}}...P...M'-D'}
La segunda sección "trata del circuito del capital a medida que se despliega a lo largo del tiempo; aquí Marx desarrolla la distinción entre el capital fijo y el capital circulante". Estas dos primeras secciones "están escritas principalmente a partir de el punto de vista de un capitalista individual". 
La tercera sección el punto de partida es la acumulación de capital y el comercio exterior. En él Marx analiza la fórmula D-M-D' (dinero-mercancía-más dinero) del ciclo del capital, que "se descompone en tres estadios: capital-dinero, capital productivo y capital-mercancía". La parte más sustanciosa "es la dedicada a los esquemas de reproducción, una teoría del equilibrio físico que analiza cómo los capitales se entrelazan materialmente entre sí". La sección tercera "se considera uno de los más importantes de los aportes de Marx", donde "construye lo que hoy se llamaría modelos macroeconómicos", y recibió un tratamiento detallado por parte de economistas posteriores como Serguéi Bulgákov, Mijaíl Tugán-Baranovski, Lenin, Rosa Luxemburgo, entre otros. Una interpretación del texto "llevó al desarrollo de las teorías del imperialismo a principios del siglo XX". 
Inspirado en los Tableau économique de François Quesnay, Marx dividió dos sectores en la economía: uno dedicado a la creación de medios de producción (Sector I); y otro que produce bienes de consumo y lujo (Sector II). El valor total de la producción de ambos se descompone en la suma del capital constante {\displaystyle (C)}, variable {\displaystyle (V)} y la plusvalía {\displaystyle (P)}. Mientras el tomo I "los valores de las mercancías son proporcionales a los precios directos" en el tomo II "Marx transita desde un modelo unisectorial hacia otro bisectorial, donde las composiciones orgánicas de capital del sector I y el sector II difirieren como consecuencia de la especialización productiva de cada uno de ellos".  
{\displaystyle C_{1}+C_{2}=C_{1}+V_{1}+P_{1}}; o,  {\displaystyle C_{2}=V_{1}+P_{1}}

### Tomo III.El proceso global de la producción capitalista o el proceso de producción capitalista, en su conjunto.

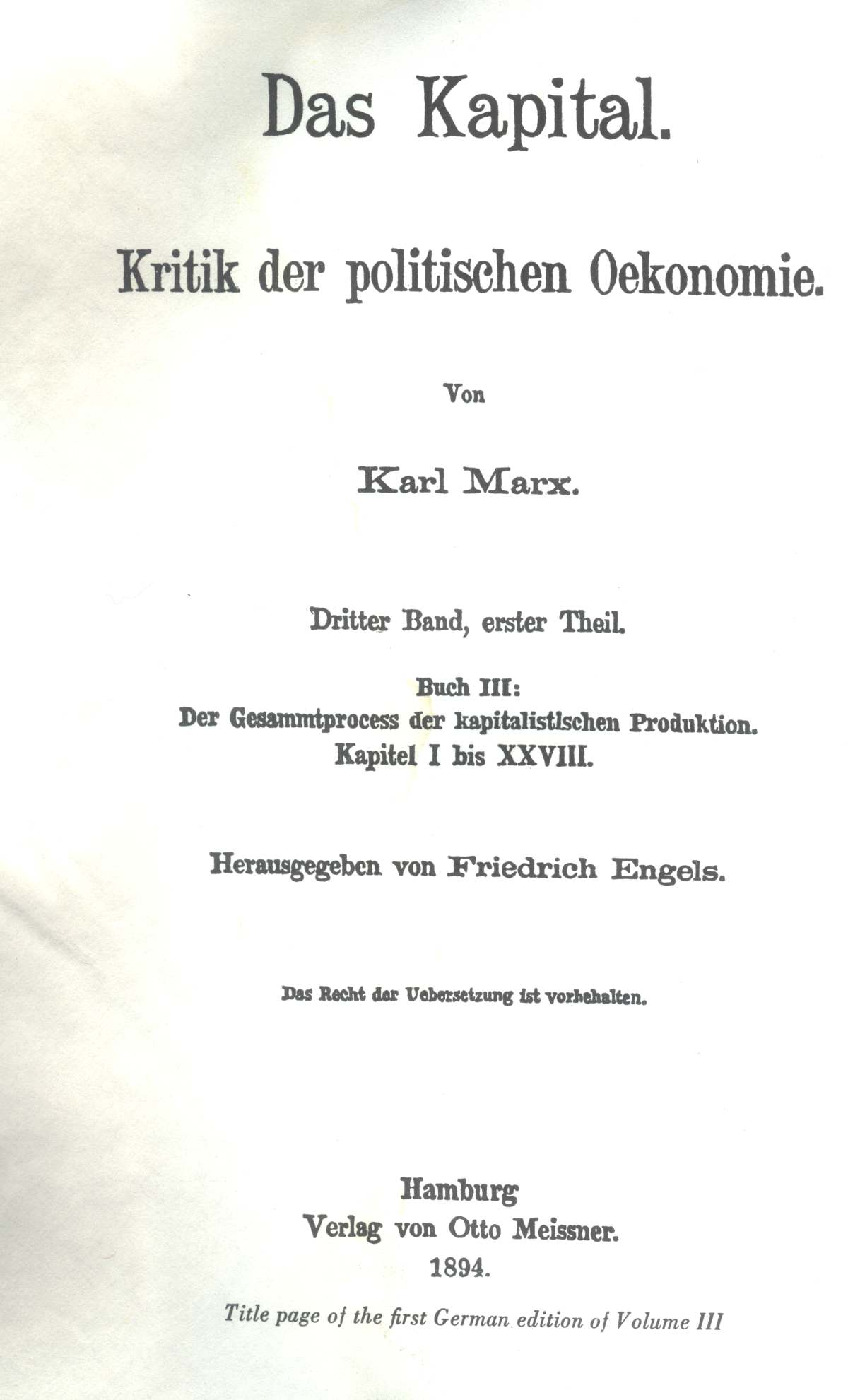
Tercer tomo de El capital (1894).

El capital: crítica de la economía política. Tomo III: El proceso global de producción capitalista (en alemán: Das Kapital. Kritik der politischen Ökonomie Dritter Band. Buch III: Der Gesammtprocess Der Kapitalistischen Produktion), es el tercer tomo de El Capital publicado en diciembre de 1894. Fue editado por Friedrich Engels a partir de notas dejadas póstumamente por Karl Marx escritas entre 1864 y 1865 y trata principalmente de la diferenciación interna de la clase capitalista.  
Este volumen parte del segundo tomo anterior, ya que en este "el proceso de circulación del capital [...] la rotación del capital, etc., desempeña un papel aquí". El objetivo del tercer tomo en su conjunto es localizar y describir las formas concretas que surgen de los movimientos del capital en su conjunto. Así, las diversas formas de capital se acercan paso a paso a la forma que asumen en la superficie de la sociedad en la acción de diferentes capitales entre sí en competencia y en la conciencia ordinaria de los propios agentes de producción.[cita requerida]
Marx trata los fenómenos económicos en el tomo tercero "no como una oposición general entre trabajo y capital, sino teniendo en cuenta que forma parte de una estructura no coordinada en la que los distintos capitales compiten entre sí". Su investigación se centra en cuatro grupos de la clase dominante: los capitalistas industriales, los capitalistas comerciales, los banqueros y los terratenientes. Marx los agrupa a su vez en tres categorías económicas: salario, ganancia y renta de la tierra.
El manuscrito original de Marx constaba de 70 páginas y estaba dividido en sólo 7 capítulos sin nombrar secciones. Engels reorganizó el texto en 7 partes y 52 capítulos. Estas 7 secciones son: 
- Sección 1: La transformación de la plusvalía en ganancia y de la tasa de plusvalía en tasa de ganancia
- Sección 2: Cómo se convierte la ganancia en ganancia media
- Sección 3: Ley de la tendencia decreciente de la tasa de ganancia
- Sección 4: Cómo se convierte el capital-mercancías y el capital-dinero en capital comercial
- Sección 5: Desdoblamiento de la ganancia en interés y ganancia del empresario. El capital a interés
- Sección 6: Cómo se convierte la ganancia extraordinaria en renta del suelo
- Sección 7: Las rentas y sus fuentes

Las tres primeras secciones se ocupan de la división del plusvalor entre los capitales individuales en la forma de ganancia. Marx explica también que la competencia entre el capital invertido en las diferentes ramas de la producción por la distribución de la ganancia y que además la plusvalía obtenida de los trabajadores se divide entre el capital industrial (o agrario); el capital comercial; el capital bancario, que cobra intereses por los préstamos; y los propietarios de tierras. 
Marx comienza en la Sección 1 examinando las mercancías no por su valor económico medido en tiempo de trabajo socialmente invertido, (la suma de capital constante, variable y plusvalor: {\displaystyle c+v+p}) sino por su «precio de coste» (la suma de capital constante y variable: {\displaystyle c+v}), ya que el capitalista es ciego al origen de la plusvalía, "que concibe como un excedente sobre el coste".
Es en la Sección 2 donde Marx "resuelve, sobre la base de la ley del valor, el problema de la formación de la cuota media de ganancia". Según Marx, dado que el beneficio se genera únicamente con el trabajo y distintos sectores tienen distintas composiciones orgánicas entonces una empresa con una explotación muy intensivo de mano de obra genera una tasa de ganancia (plusvalor entre capital constante más variable, {\displaystyle p/c+v}) más alta, pero resulta que las tasas de ganancia de todos los sectores tienden a nivelarse. Marx señala que la solución está en la competencia y la reasignación de capital. Esta contradicción lleva a Marx al concepto de «precio de producción» {\displaystyle (c+v+b)}, la suma del precio de coste {\displaystyle (c+v)} más el beneficio medio {\displaystyle (b)}, el precio de coste multiplicado por la tasa media de ganancia). Así, el beneficio depende "de la plusvalía que producen todos los capitales en conjunto". 

La competencia entre los capitales, su libre paso de unas ramas de producción a otras, reducen en ambos casos la cuota de ganancia a la cuota media. La suma de los valores de todas las mercancías de una sociedad dada coincide con la suma de precios de estas mercancías; pero en las distintas empresas y en las diversas ramas de producción las mercancías, bajo la presión de la competencia, no se venden por su valor, sino por el precio de producción, que equivale al capital invertido más la ganancia media.
Lenin (1914): Carlos Marx (Breve esbozo biográfico, con una exposición del marxismo). La Doctrina económica de Marx.

En la Sección 3, tal vez la más conocida hoy en día, se argumenta la «tendencia decreciente de la tasa de ganancia» a medida que aumentan los requisitos orgánicos de capital constante de la producción como resultado de los avances tecnológicos en la producción en general y a la reducción de los costes laborales mediante la disminución del capital variable. Así, el intento de reducir al mínimo la carga de trabajo a través de la automatización simultáneamente "condiciona la subsistencia material de sus miembros al trabajo asalariado". Mars expone esta tendencia "perfectamente racional desde el punto de vista individual, es colectivamente suicida" como "ley fundamental del capitalismo". Varias causas la contrarrestan, pero finalmente se impone. Al disminuir la tasa de ganancia se reducen las inversiones y luego el empleo y el consumo, multiplicándose el efecto, hasta que se producen quiebras. Los precios bajan, pero de todos modos no hay quien compre las mercancías baratas debido al desempleo y al cierre de empresas, llegándose a una recesión. La caída de la tasa de ganancia se revierte por medio de la competencia desgarradora que inutiliza grandes masas de capitales y sobre las ruinas resurge la acumulación de capital, pues para los competidores victoriosos el aumento de la ganancia vuelve a ser más rápido que el incremento de la inversión. La paralización de la economía prepara su ampliación posterior, de la misma forma que el crecimiento prepara la crisis. Así Marx formuló una teoría del ciclo económico y sobre las crisis cíclicas del capitalismo. Marx y Engels sostenían que este resultado como resultado de varias contradicciones en el modo de producción capitalista, genera crisis cuya resolución requiere el surgimiento de un modo de producción completamente nuevo como culminación de la misma dialéctica histórica que condujo al surgimiento del capitalismo a partir de formas anteriores. Los marxistas ortodoxos creen que es una característica contradictoria principal que conduce a un colapso inevitable del orden capitalista.
En la Sección 4 se introduce el llamado “capital comercial”, comerciantes mayoristas y minoristas que compran mercancía producida por el "capital industrial" y se encargan de su distribución y venta. Esto acelera la "rotación del capital" reduciendo el “período de circulación” del “periodo de producción”.
En la Sección 5 Marx se presenta la descomposición de ganancia en interés y el concepto del «capital ficticio», títulos que no poseen valor intrínseco "en forma de crédito, acciones, deuda, especulación y diversas formas de papel moneda" que no puede convertirse en mercancías, valores de uso existentes. Este es producto de la acumulación del capital. El capital ficticio fue posteriormente tratado por Rudolf Hilferding en El capital financiero. 
En la Sección 6 se trata la renta del suelo como parte del valor excedente total que los propietarios se apropian. A su vez, dado el monopolio agrícola, sus productos "no entran en el proceso totalmente libre de nivelación de las cuotas de ganancia". Marx distingue dos clases de renta del suelo: la «renta absoluta», que resulta de la concentración de la propiedad de la tierra en manos de grandes terratenientes que pueden controlar la cantidad de tierra que entra o sale del mercado y que por tanto es una renta de monopolio; y la «renta diferencial», que se genera por la fertilidad del suelo o su ubicación («diferencial I») o por la inversión e innovación incorporada a ella («diferencial II»). Dado que la superficie de la tierra "en los países capitalistas es ocupada enteramente por los propietarios particulares", el precio de producción de los productos agrícolas "no lo determinan las condiciones medias en que el producto se lleva al mercado, sino las condiciones peores". Mientras que la renta diferencial "no puede ser abolida mientras exista el capitalismo", renta absoluta puede serlo mediante la nacionalización de la tierra. La teoría de la renta de la tierra de Marx fue aplicada por Alexander Parvus, Karl Kautsky y Lenin al análisis de la crisis agrarias del último cuarto del siglo XIX en Europa. 
En la Sección 7 resume el la obra tratando de demostrar que "todas las diferentes formas de valor excedente provienen de la misma fuente, el trabajo excedente de los trabajadores, y por lo tanto que se determina la cantidad total de valor excedente". Destaca el capítulo 48, La fórmula trinitaria, donde Engels recopiló varios fragmentos en los que Marx resume algunos de los aspectos más importantes de todo El capital. Entre otras cosas se describen brevemente las etapas de ocultamiento de la explotación de los trabajadores por el capital. Según Ernest Mandel, la sección séptima "habría proporcionado un vínculo vital entre el contenido económico de la lucha de clases entre el capital y el trabajo, tal como se desarrolla extensamente en el Volumen 1".

## Cuarto tomo

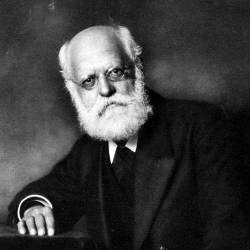
Karl Kautsky publicó el borrador del cuarto volumen de El capital como Teorías sobre la plusvalía.

En el momento de su muerte, Marx había preparado el manuscrito de un cuarto tomo, una historia crítica de las teorías de la plusvalía de su época, el siglo XIX, basada en el manuscrito anterior. "Engels tuvo la intención de publicar estos manuscritos como cuarto volumen de El capital", pero tras su muerte el filósofo Karl Kautsky (1854-1938) publicó una edición póstuma parcial de la crítica de la plusvalía de Marx y luego publicó una edición completa en tres volúmenes bajo el nombre de Teorías sobre la plusvalía (Theorien über den Mehrwert, 1905-1910). Esta decisión fue debida a que la obra "no se trataba de una continuación de esa obra" sino de la Contribución a la crítica de la economía política. Una edición completa de los manuscritos fue publicada por la editorial Dietz Verlag en Berlín en 1956.
Teorías sobre la plusvalía forman la parte más larga (alrededor de 110 hojas impresas) y la más elaborada de este enorme manuscrito, y es el primer y único borrador del cuarto volumen final de El capital. A diferencia de los tres tomos teóricos de El capital, Marx llamó a este volumen la parte histórica, histórico-crítica o histórico-literaria de su obra.

## Traducciones

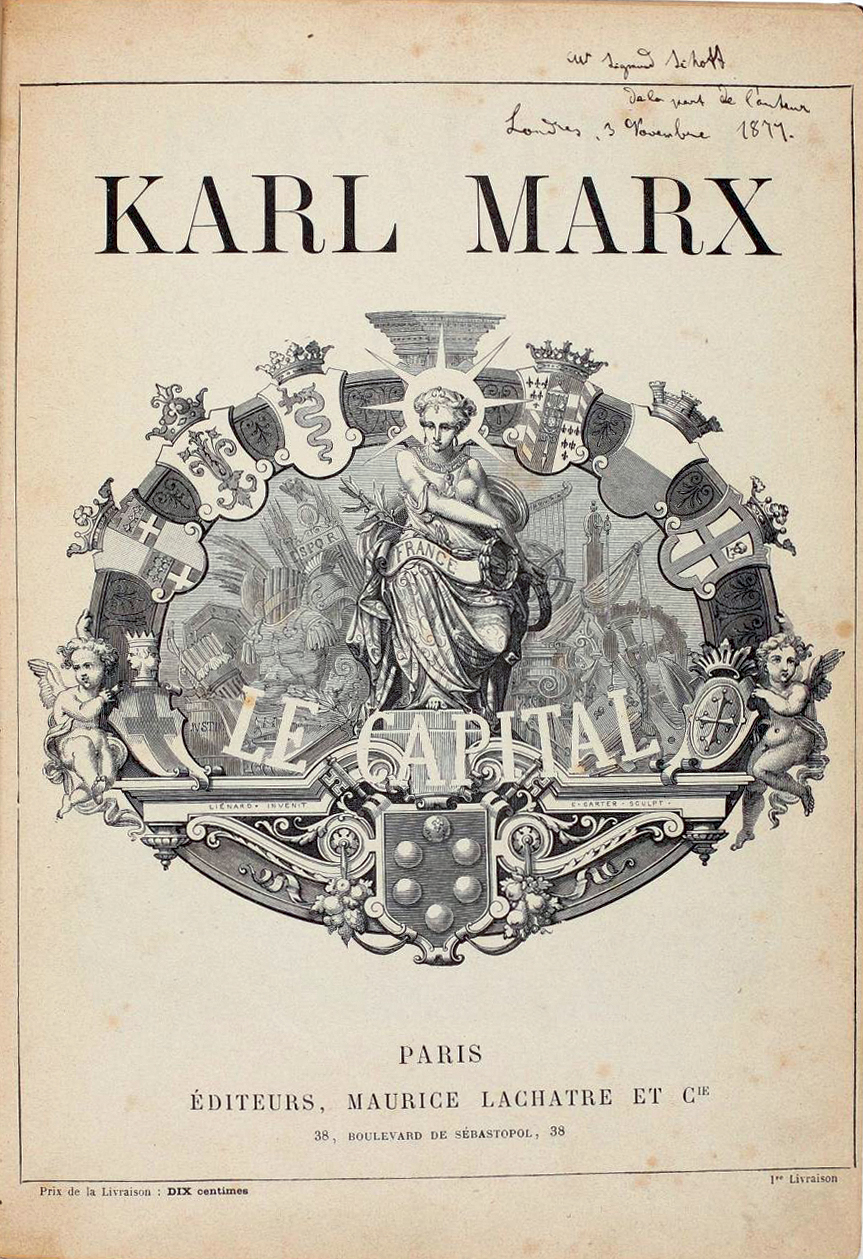
Edición francesa del primer tomo de El capital por Maurice Lachâtre, la única traducción revisada por el propio Marx.

La primera traducida de El capital fue la rusa en marzo de 1872 por iniciativa del economista socialista ruso Nikolái Danielson publicada por el editor radical Nikolai Petrovich Poliakov. El primer traductor encargado de la tarea fue anarquista Mijaíl Bakunin pero nunca puedo completarlo. Fue sustituido por el alemán Germán Lopatin y luego por Danielson con la ayuda de Nikolai Liubavin. A pesar de que la censura de Imperio ruso proscribe "las doctrinas nocivas del socialismo y el comunismo", los censores rusos consideraron El capital como una "obra estrictamente científica" de economía política, cuyo contenido no se aplicaba a la Rusia monárquica, donde la "explotación capitalista" nunca había ocurrido y fue oficialmente descartada, dado "que muy pocas personas en Rusia lo leerán, y aún menos lo entenderán". El retrato impreso de Marx fue la única parte del libro censurada. Marx estaba encantado y elogió la traducción como "magistral"y reconoció que Rusia era el país donde El capital "se leía y se valoraba más que en cualquier otro lugar", mientras que la edición alemana tardó cinco años en vender 1000 unidades, por lo que la traducción rusa se vendió quince veces más rápido que el original alemán. No fue hasta que el Grupo para la Emancipación del Trabajo de Gueorgui Plejánov que el El capital pasaría a primer plano en los movimientos socialistas rusos.
Después fue publicada la traducción francesa del primer tomo en ese mismo año, la cual recibió varias revisiones por Marx. Esta edición tuvo una importancia considerable para la difusión de su obra en todo el mundo. Gabriel Deville publicó en Francia un resumen de El Capital en 1883. Su libro Le Capital de Karl Marx. Resume et accompagné d'un aperçu sur le socialisme scientifique apareció en varias ediciones en París en la serie "La bibliothèque socialiste". Fue ampliamente difundido y desempeñó un papel en la difusión del marxismo en Francia.
Finalmente, la obra de Marx se tradujo a todos los idiomas principales. Las siguientes traducciones son, en orden cronológico: las versiones polaca (1884-1890), danesa (1885), española, por el republicano Pablo Correa (1886); italiana, por el anarquista italiano Carlo Cafiero (1886); y finalmente la inglesa (1887), por Samuel B. Moore y Edward Aveling, socio de Eleanor Marx, hija menor de Marx; supervisada por Engels y publicada como Capital: A Critical Analysis of Capitalist Production por Swan Sonnenschein, Lowrey, & Co. Este fue emitida nuevamente en la década de 1970 por Progress Publishers en Moscú, mientras que Ben Fowkes y David Fernbach hicieron una traducción al inglés más reciente (la edición Penguin). La traducción portuguesa no apareció hasta la caída de la dictadura de Salazar (1974).
La influencia de El capital se extendió también hasta Asia. La primera traducción fue del primer tomo vietnamita, publicada entre 1959 y 1960. La traducción japonesa de apareció en 1979 y la traducción al mandarín en 1983. Las traducciones árabes aparecieron en Siria (1956) y Líbano (1970); y en farsi en una edición serializada en la República Democrática Alemana (entre 1966 y 1970).
La edición crítica definitiva de la obra de Marx, conocida como MEGA II (Marx-Engels-Gesamtausgabe), incluye El capital en alemán (solo el primer volumen está en francés) y muestra todas las versiones y modificaciones realizadas al texto, así como un aparato muy extenso de notas al pie y referencias cruzadas.
En 2012, Red Quill Books lanzó Capital: In Manga!, una versión de cómic del primer tomo que es una traducción al inglés ampliada de la exitosa versión de bolsillo en japonés de 2008 Das Kapital conocida como Manga de Dokuha.

### Traducciones al español

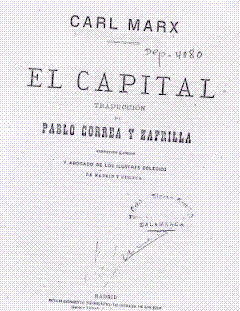
Primera traducción de El Capital al español por Pablo Correa (1886).

Existen varias traducciones al español de esta obra. Los primeros fragmentos traducidos a partir de la edición francesa aparecieron para la revista La Emancipación en 1873 por José Mesa y Leompart . La siguiente traducción parcial del El capital al castellano fue realizada por el abogado republicano español Pablo Correa en 1886, también a partir de la edición francesa. Por esa época también se tradujo el resumen de Gabriel Deville, el cual fue muy difundido. El argentino Juan B. Justo, cofundador del Partido Socialista Argentino, realizó la primera traducción del alemán al español del Libro I, publicada en 1898. La traducciones completas publicadas por EDAF de Madrid en 1967 y la de Floreal Mazía publicada por Editorial Cartago de Buenos Aires en 1973 se basan en la primera edición francesa de 1872-1875. No fue hasta 1931 con la Segunda República española que apareció primera traducción completa de la obra con los tomos II y III de Manuel Martínez Pedroso. Esta traducción fue criticada por Wenceslao Roces debido a sus errores de traducción, que "convierte la obra fundamental de Marx en verdadero galimatías".
La completa traducción más conocida y accesible es la misma realizada por Wenceslao Roces y publicada por la editorial Fondo de Cultura Económica en 1946, corregida en 1959, reimpresa muchas veces. Roces se basó en la cuarta edición alemana del Libro I (1890), la segunda del Libro II (1893) y la primera del Libro III (1894). Roces trabajó varios años corrigiendo y revisando su traducción y una edición nueva fue terminada por él en 1988; editada por Ricardo Campa. El Libro I fue reimpreso en 2014. Esta edición tomó en cuenta las críticas recibidas por la edición anterior y utilizó la edición alemana de 1962 de Dietz Verlag. El Libro II fue reimpreso en 2017 y el Libro III en 2022. Roces había publicado su primera traducción del Libro I en 1935, en Madrid, (Editorial Cenit); y fue el traductor de las ediciones del Libro IV publicadas por el Fondo de Cultura Económica, en 1945 la de Kautsky y, en 1980 la de los manuscritos completos.
Las traducciones de Pedro Scaron, publicada por Siglo XXI Editores en 1975; de Manuel Sacristán, publicada por Editorial Grijalbo en 1976; y de Vicente Romano García, publicada por Ediciones Akal en 1977, fueron realizadas directamente a partir de la edición alemana de Dietz Verlag en 1962, efectuada por grupos de trabajo de los Institutos de Marxismo-leninismo de Berlín y de Moscú, a partir de la cuarta edición alemana de 1890, pero teniendo en cuenta todas las ediciones alemanas publicadas hasta entonces, la primera francesa y la inglesa de 1887, y corrigiendo el conjunto a partir de los manuscritos de Marx y de las pruebas de imprenta de Engels. Scaron enfatizó en las correcciones de los errores de la edición de 1959 de la traducción de Roces y para el Libro I destacó la importancia de basarse en la segunda edición alemana de 1872. Scaron es responsable de la traducción integra del tomo I y de la tercera sección del tomo II, así como de la supervisión de las otras dos secciones del tomo II -traducidas por Diana Castro y del tomo III, traducido por León Manes. Aun así, dada la dificultad de los términos originales usados por Marx todas estas ediciones contienen errores de traducción que en mayor en menor medida "afectan conceptualmente la obra".
Destacan también la antología de El capital (y otras obras de Marx) realizada por Enrique Tierno Galván a partir de la traducción de Wenceslao Roces en 1975; y la antología editada por César Rendueles de la traducción de Manuel Sacristán publicada por Alianza Editorial en 2010. 
En 2013 se editó la versión del manga de El Capital al español por la editorial Herder.

## Recepción

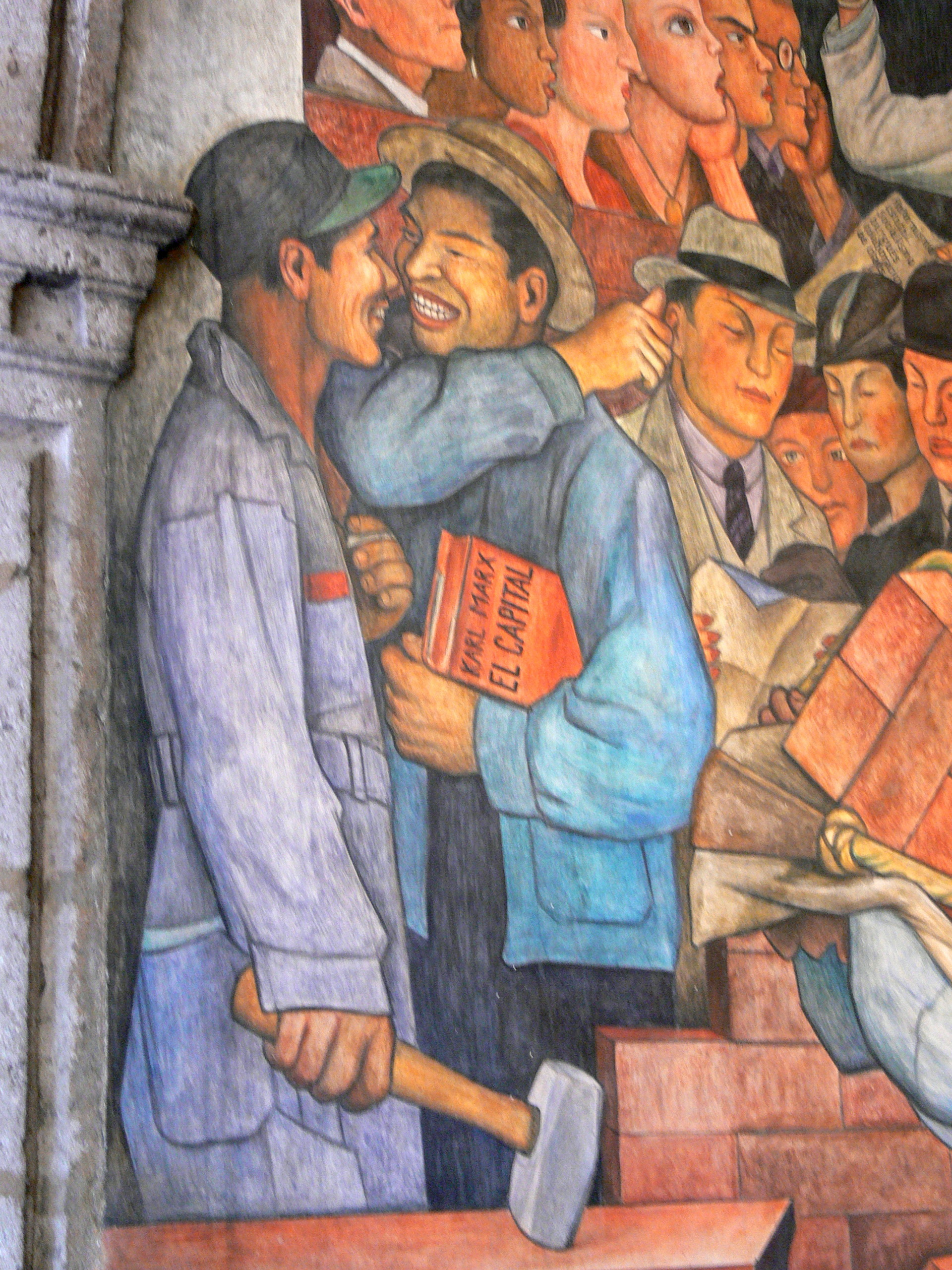
Mural de Diego Rivera en Ciudad de México de un trabajador con un volumen de El capital.

La publicación del tomo I fue generalmente ignorada, debido a lo que Marx llamó «conspiración del silencio» por parte de los economistas burgueses; y la obrar muy poco comprendida. Engels trató de combatir esto con la redacción de nueve reseñas y un resumen de los cuatro primeros "capítulos" (ahora "secciones") para la revista The Fortnightly Review.
No fue con el auge del movimiento obrero que la obra empezó a ser ampliamente difundida, cuyo aparto teórico sirvió en el socialdemocracia alemana para fomentar la reducción de la jornada laboral y la política sindicalista. En el prólogo de la primera edición inglesa de 1886, Engels escribió que El capital ha sido descrita como “la Biblia de la clase trabajadora”, cuyas conclusiones fueron fundamentales en el movimiento obrero en Alemania, Suiza, Inglaterra, Francia, Holanda, Bélgica, Italia, España y América.
El anarquista Mijaíl Bakunin, conocido rival de Marx, intentó traducir El capital al ruso y criticó de esta obra su método por ser positivista pero consideró su análisis científico como la mejor denuncia "de la formación de la burguesía, el capital y la explotación sistemática y cruel que el capital sigue ejerciendo sobre el trabajo del proletariado [...] una sentencia de muerte, científicamente motivada e irrevocablemente pronunciada" contra la clase burguesa.
Fue especialmente esperada la publicación del tercer tomo de El capital como la respuesta de Marx a lo que posteriormente fue llamado el problema de la transformación que Engels planteó como reto en segundo tomo. Una reseña provino de Werner Sombart, economista de la "joven escuela histórica", en 1894. Sombart señaló que Marx subrayaba las "condiciones económicas que son independientes" de la voluntad del individuo, a fin de determinar "lo que sucede detrás de su espalda, en virtud de relaciones independientes de él". Engels tomó los comentarios de Sombart en su "Apéndice y notas complementarias al tomo III de El capital" y en una carta personal.
Los esquemas de reproducción simple y ampliada del segundo tomo son reconocidos como la principal contribución de Marx a la ciencia económica. Joseph Alois Schumpeter cree que Marx fue uno de los primeros en tratar de desarrollar un modelo visual del proceso capitalista en estos esquemas.[cita requerida] Paul Samuelson señala la influencia de los esquemas de reproducción en la ciencia económica del siglo XX:

En el segundo tomo de El Capital, que sólo leen los que se inclinan por las matemáticas, encontré méritos ingeniosos (pero desiguales) en los Cuadros de reproducción equilibrada en estado estacionario de Marx y en sus Cuadros de reproducción equilibrada en expansión exponencial (publicados póstumamente). Marx merece un crédito justo como el popularizador del Tableau fisiocrático de Quesnay de 1759, como precursor de los modelos de entrada-salida de mediados del siglo XX creados por mi profesor de Harvard, Wassily Leontief, y mi amigo de Cambridge, Piero Sraffa.

Wassily Leontief, Premio Nobel de Economía, en su obra "El significado moderno de la teoría económica de Marx" (1938):

La importancia de Marx para la teoría económica moderna es la de ser una fuente inagotable de observación directa. Gran parte de la teoría actual es puramente derivada, teoría de segunda mano. A menudo no teorizamos sobre empresas comerciales, salarios o ciclos económicos, sino sobre teorías de ganancias de otras personas, teorías de salarios de otras personas y teorías de ciclos económicos de otras personas. Si antes de intentar cualquier explicación uno quiere aprender qué son realmente las ganancias, los salarios y las empresas capitalistas, puede obtener en los tres volúmenes de El Capital información de primera mano más realista y relevante que la que podría esperar encontrar en diez números sucesivos del Censo de los Estados Unidos, una docena de libros de texto sobre instituciones económicas contemporáneas e incluso, me atrevo a decir, los ensayos reunidos de Thorstein Veblen.

A raíz de la Gran Recesión provocada por el colapso económico mundial de 2008-2009, se informó que Das Kapital tenía una gran demanda en Alemania. En una entrevista con la revista Der Spiegel en octubre de 2008, el ministro de finanzas alemán Peer Steinbrück dijo:

Vale la pena admitir que ciertas partes de la teoría de Marx no son realmente tan malas

En 2017, el historiador Gareth Stedman Jones escribió en la sección Libros y artes de la revista científica Nature:

Lo extraordinario de Das Kapital es que ofrece una imagen todavía incomparable del dinamismo del capitalismo y su transformación de las sociedades a escala global. Incorporaba firmemente conceptos como mercancía y capital en el léxico. Y destaca algunas de las vulnerabilidades del capitalismo, incluida su perturbación inquietante de estados y sistemas políticos. [...] Si Das Kapital ha surgido ahora como uno de los grandes hitos del pensamiento del siglo XIX, es [porque conecta] el análisis crítico de la economía de su tiempo con sus raíces históricas. Al hacerlo, inauguró un debate sobre la mejor manera de reformar o transformar la política y las relaciones sociales, que ha continuado desde entonces.

Michael Wayne citó la solidez de la metodología utilizada en la producción del libro, que se llama crítica inmanente. Este enfoque, que parte de una categoría simple y se desarrolla gradualmente en categorías complejas, empleó una crítica "interna" que encuentra contradicciones dentro y entre las categorías mientras descubre aspectos de la realidad que las categorías no pueden explicar. Esto significó que Marx tuvo que construir sus argumentos sobre narrativas históricas y evidencia empírica en lugar de la aplicación arbitraria de sus ideas en su evaluación del capitalismo.
Actualmente, El capital es el libro de ciencias sociales más citado anterior a 1950. En 2013, la UNESCO registró el primer tomo de El capital junto con el Manifiesto comunista en el Programa Memoria del Mundo.

## Crítica

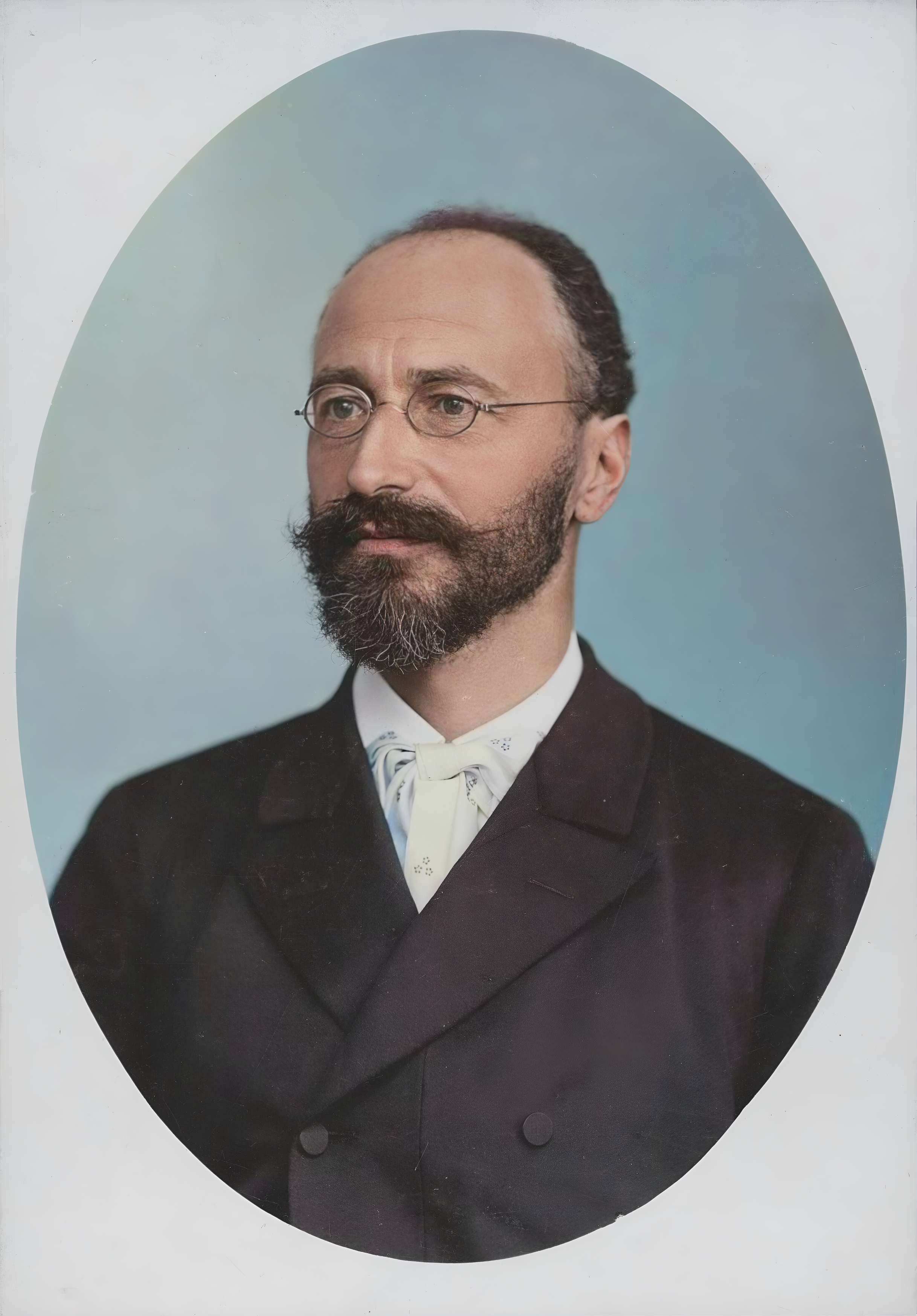
El economista austriaco Eugen von Böhm-Bawerk fue uno de los primeros criticos de la obra. Böhm-Bawerk argumentó que los tomos I y III se contradecían mutuamente. Desde entonces, las críticas posteriores a Marx en su mayoría reiteraron o simplemente reformularon las ideas de Böhm-Bawerk.

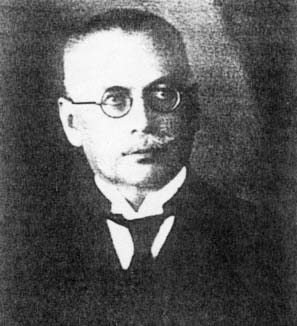
Ladislaus Bortkiewicz replanteó el problema de la transformación de valores a precios de producción desde un punto de vista neoclásico mediante el uso de un modelo input-output.

La principal obra económica de Marx lleva el subtítulo de "Crítica de la economía política". La crítica consiste en unir los hallazgos parciales de sus predecesores en un cuadro de conjunto autónomo desde un nuevo punto de partida - "este punto es el eje en torno al cual gira la comprensión de la economía política" para cerrar las brechas en términos de investigación, aclarar las contradicciones lógicas e ilustrar las afirmaciones teóricas sobre la base de las condiciones del país económicamente más avanzado (Inglaterra) en ese momento.  Una crítica de la crítica de la economía política de Marx, si quiere seguir esta comprensión de la ciencia, tendría que poner a prueba su teoría a la luz de las etapas de desarrollo por las que ha pasado el capitalismo en todo el mundo después de Marx. Fue en este sentido que Lenin, por ejemplo, escribió su folleto El imperialismo, fase superior del capitalismo. En este sentido, el concepto de crítica abarca no sólo, ni siquiera de manera dominante, la contradicción polémica, sino también el desarrollo posterior de la teoría de Marx, o el intento de un desarrollo posterior.
Sin embargo, después de la vida de Marx, no sólo ha cambiado el tema de su investigación, sino también la comprensión de la ciencia. 
1. Mientras que la economía política clásica todavía pretendía proporcionar la imagen más completa posible de las condiciones económicas, la economía en el siglo XX se ha centrado cada vez más en las relaciones parciales. Un ejemplo es la función de producción de Cobb-Douglas, que se centra en las relaciones entre un producto y las variaciones de los insumos tecnología, trabajo y capital necesarios para ella, lo que no era una cuestión para Marx.
2. Si se admite que la crítica de las relaciones económicas debe ocuparse en gran medida de las relaciones cuantitativas, por ejemplo, la posibilidad de explotación en el sentido marxista, es sorprendente que solo existan pocas fórmulas matemáticas en El capital, como la fórmula central: {\displaystyle M=c+v+s}. Evidentemente, Marx prefería representar verbalmente las relaciones cuantitativas por consideración a su público. Desde el punto de vista de la ciencia moderna, sin embargo, el bajo grado de formulación matemática es un defecto de las teorías económicas tradicionales.
3. Marx fue un buen observador de las condiciones de su tiempo, en parte mediado por su amigo, el fabricante Friedrich Engels, pero la medición integral de las condiciones económicas no comenzó a desarrollarse hasta unos 50 años después de la muerte de Marx. En consecuencia, hay que valorar que El capital hace afirmaciones en gran medida de las que todavía faltaba la base empírica en ese momento.
4. Por último, en ciencia está mal visto defender abiertamente el punto de vista de una clase particular, aunque no se puede descartar que tal o cual teoría pueda ser más o menos útil para uno u otro grupo social.

Un año después de la muerte de Engels, economista austriaco Eugen von Böhm-Bawerk publicó La conclusión del sistema marxiano, donde afirmó que El capital caía en una autocontradicción de la ley del valor de Marx, donde la tasa de ganancia y los precios de producción del tomo III de El capital de contradice la teoría del valor-trabajo de Marx en el tomo I. Entonces Marx está argumentando en "un verdadero y exacto círculo cerrado" porque trata de explicar las relaciones de intercambio de las mercancías apelando al intercambio mismo. También ataca a Marx por restar importancia a la influencia de la oferta y demanda en la determinación del precio permanente y por la ambigüedad deliberada con tales conceptos. Las críticas posteriores a Marx en su mayoría reiteraron o simplemente reformularon las ideas fundamentales ya expuestas por Böhm-Bawerk.
La crítica a esta obra que ha encontrado difusión mundial es múltiple. La lucha por la interpretación correcta de la obra de Marx tuvo y sigue teniendo lugar no sólo entre sus críticos y defensores, sino también entre los conocedores de Marx. Domina la costumbre de recurrir intensivamente a las cuestiones exegéticas, a menudo incrustada en un intento de presentar la obra de Marx en su conjunto, que varía de un autor a otro. 
Un enfoque completamente diferente es practicado por aquellos que intentan usar las matemáticas para resolver problemas que permanecen en la teoría económica de Marx. Hay cientos de artículos que intentan resolver el problema de la transformación de los valores en precios que dejó Marx con la ayuda de las matemáticas. El aspecto crítico de la teoría de Marx se hace aún más claro cuando la solución del problema de la transformación se hace desde el punto de vista de un enfoque teórico completamente diferente. Y, por último, hay enfoques para hacer fructificar la dialéctica materialista contenida en El Capital para el análisis de los fundamentos filosóficos de las matemáticas y sus aplicaciones científicas. 

## Debate
En el siglo XX los economistas marxistas y los técnicos de países socialistas se apropiaron de la exposición positiva de las teorías de Marx, pretendiendo que, en vez de ser un tratado de crítica de la economía política, El capital era un tratado de economía política crítica. Las categorías que Marx trabajó en su libro han sufrido numerosos usos derivados de esa lectura. La mayor parte de las polémicas entre economistas marxistas y entre estos y otros economistas no marxistas parten de esa lectura.
Una exposición en castellano del núcleo de El capital que se aleja argumentadamente de los tópicos marxistas y marxista-leninistas que durante más de un siglo de polémicas cubrieron de sobreentendidos equívocos la lectura rigurosa del texto, se encuentra en el libro de Felipe Martínez Marzoa La filosofía de El capital. Taurus, Madrid, 1982.

### SobreEl capital
- Althusser, Louis; Balibar, Étienne (1969). Para leer El Capital. México: Siglo XXI. ISBN 9788432314391.
- Day, Richard B.; Gaido, Daniel (1 de noviembre de 2017). Responses to Marx's Capital: From Rudolf Hilferding to Isaak Illich Rubin (en inglés). BRILL. ISBN 978-90-04-35219-3.
- Engels, Friedrich (1975). On Marx’s Capital. Moscú: Progress Publishers.
- Fernández Liria y otros (1995). Marx desde cero (materiales). Madrid: Marx Madera. (policopiado).
- Gaido, Daniel, ed. (2020). Historia del Socialismo Internacional: Ensayos marxistas. Historia. Ariadna Ediciones. ISBN 978-956-8416-97-3.
- Guerrero Jiménez, Diego (2009). Un resumen completo de "El capital" de Marx. Maia Ediciones. ISBN 978-84-936641-6-9.
- Harvey, David (2016). Guía de El Capital de Marx. Libro primero (Juanmari Madariaga, trad.). ISBN 978-84-460-4309-6. OCLC 1119651801.
- Harvey, David (2016). Guía de El Capital de Marx. Libro segundo (Juanmari Madariaga, trad.). ISBN 978-84-460-4322-5. OCLC 1119655407.
- Haug, Wofgang Fritz (2011). Lecciones de introducción a la lectura de <<El Capital>>. Barcelona: Laertes. ISBN 978-84-7584-996-6.
- Heinrich, Michael (2011). ¿Cómo leer El Capital de Marx?: indicaciones de lectura y comentario del comienzo de "El Capital". Escolar y Mayo. ISBN 978-84-937906-9-1.
- Heinrich, Michael (2018). Crítica de la economía política. Una introducción a <<El Capital>> de Marx. Madrid: Escolar y Mayo. ISBN 9788417134402.
- Heinrich, Michael (2020). ¿Cómo leer El Capital de Marx?: indicaciones de lectura y comentario del comienzo de "El Capital". Escolar y Mayo. ISBN 978-84-18093-64-7.
- Howard, M. C.; King, J. E. (1989). A History of Marxian Economics, Volume I: 1883-1929. Princeton University Press.
- Kliman, Andrew (2020). Reivindicando El Capital de Marx. Ediciones de Intervención Cultural. ISBN 978-84-17700-58-4.
- Kohan, Néstor (2001). El capital: historia y método - Una introducción -. Universidad Popular Madres de Plaza de Mayo. ISBN 978-987-97335-5-4.
- Martínez Marzoa, Felipe (2018). La filosofía de "El capital". Madrid: Abada. ISBN 9788417301002.
- Marx, Karl; Engels, Friedrich (1974). Cartas sobre El Capital. Laia. ISBN 978-0-8472-2263-6.
- Moseley, Fred (2015). Marx's Economic Manuscript of 1864-1865 (en inglés). BRILL. ISBN 978-90-04-30455-0.
- Reiss, Edward; Jordán, Santiago (2000). Una guía para entender a Marx. Siglo XXI.
- Sacristán, Manuel (2004-02). Escritos sobre el capital y testos afines. Editorial El Viejo Topo. ISBN 978-84-95776-83-9. Consultado el 29 de febrero de 2024.
- Tarcus, Horacio (2019). La biblia del proletariado: Traductores y editores de El capital. Siglo XXI Editores. ISBN 978-987-629-864-3.
- van der Linden, Marcel; Hubmann (Editor, Gerald, eds. (10 de abril de 2018). Marx’s Capital: An Unfinishable Project? (en inglés). BRILL. ISBN 978-90-04-36715-9.
- Wheen, Francis (2013). Marx's Das Kapital: A Biography (A Book that Shook the World) (en inglés). Atlantic Books. ISBN 978-1-78239-216-3.